# Provinciale weg 283
De provinciale weg 283 (N283) is een provinciale weg in de provincie Noord-Brabant. De weg vormt een verbinding tussen de A27 ter hoogte van Hank en de N267 nabij Wijk en Aalburg.
De weg is uitgevoerd als tweestrooks-gebiedsontsluitingsweg met een maximumsnelheid van 80 km/h. Sinds begin 2019 ligt de weg geheel in de gemeente Altena. Het deel dat vroeger behoorde tot de voormalige gemeente Werkendam draagt de naam Provincialeweg, het deel dat behoorde tot de voormalige gemeente Aalburg heet Provincialeweg-Zuid.